# Eyralpenus sublutea
Eyralpenus sublutea là một loài bướm đêm thuộc phân họ Arctiinae, họ Erebidae.